# Manaccom
Manaccom Corporation Limited — один из старейших издателей программного обеспечения в Австралии и Новой Зеландии. Manaccom является публичной компанией, акции которой торгуются на бирже ASX. Штаб-квартира располагается в здании «Манаком» (англ. Manaccom House) в городе Милтон, Квинсленд.
В прошлом компания Manaccom была основным издателем компьютерных игр Apogee Software, Epic MegaGames, Safari Software и id Software на территории Австралии, но сейчас их основным полем деятельности является программное обеспечение. Также компания является основным австралийским дистрибьютором продукции Acronis.